# قائمة زملاء الجمعية الملكية المنتخبين في 1879
هذه الصفحة تعرض قائمة زملاء الجمعية الملكية المُنتخبين لعام 1879.

## الزملاء
- Joseph David Everett [الإنجليزية]‏
- جورج رومانز
- جون أندرسون
- R. A. Cross, 1st Viscount Cross [الإنجليزية]‏
- توماس رايت
- والتر بولر
- جورج داروين
- Francis de Chaumont [الإنجليزية]‏
- George Downing Liveing [الإنجليزية]‏
- هاري سيلي
- هنري بسمر
- ألكسندر كروم براون
- آرثر شوستر
- Miles Joseph Berkeley [الإنجليزية]‏

## الأعضاء الأجانب
- ثيودور شوان
- Jean Louis Armand de Quatrefages de Bréau [الإنجليزية]‏
- Luigi Cremona [الإنجليزية]‏
- جورج هيرمان كوينكه
- Arthur Auwers [الإنجليزية]‏
- Jean Stas [الإنجليزية]‏